# سالم بن حمد الجهوري
سالم بن حمد الجهوري هو صحفي وكاتب عماني، يعمل في مجال الصحافة والسياسات الدولية، وله نشاط ملحوظ في الجمعيات المهنية الإعلامية.

## المناصب والمسؤوليات
يشغل منصب نائب رئيس جمعيه الصحفيين العمانية، كما شغل سابقًا منصب الأمين المساعد في اتحاد الصحفيين العرب، وعين نائب رئيس المكتب التنفيذى للاتحاد الآسيوى للصحفيين.

## النشاط الصحفي والتحليلي
عمل كصحفي وباحث في الشؤون السياسية والدولية. نُشرت له تحليلات ومقالات في منصات مثل "العربي الجديد"، حيث كتب عن الموضوع اليمني والعلاقات الخليجية في سياق سياسة السلطنة العُمانية، مثل مقالات "عُمان والملف اليمني: عقيدة الحياد الحذر" و"أسباب عدم مشاركة عُمان بـعاصفة الحزم".

### المواقف الإعلامية والتمثيل المهني
ظهر في لقاءات تلفزيونية مثل قناة "المهرية"، حيث أكد أن "الموقف العُماني ثابت تجاه حرب اليمن"، وأوضح ضرورة توفر الإرادة اليمنية لسلام داخلي. كما شارك في مؤتمرات وفعاليات، مثل تمثيل جمعية الصحفيين العمانية في اجتماعات مع سفير سلطنة عُمان بالمغرب.